# 库埃瓦斯德尔瓦列
库埃瓦斯德尔瓦列，是西班牙卡斯蒂利亚-莱昂阿维拉省的一个市镇。 总面积19km2, 总人口620人（2001年），人口密度33人/km2。